# Иллесхайм
И́ллесхайм (нем. Illesheim) — община в Германии, в земле Бавария.
Подчиняется административному округу Средняя Франкония. Входит в состав района Нойштадт-на-Айше — Бад-Виндсхайм. Подчиняется управлению Бургбернхайм. Население составляет 888 человек (на 31 декабря 2010 года). Занимает площадь 21,43 км².
Община подразделяется на 7 административных единиц.

## Население
По оценке на 31 декабря 2015 года население общины Иллесхайм составляет 876 чел. 

| Дата      | 1840 | 1871 | 1900 | 1925 | 1939 | 1950 | 1961 | 1970 | 1987 | 2011 |
| --------- | ---- | ---- | ---- | ---- | ---- | ---- | ---- | ---- | ---- | ---- |
| Население | 953  | 913  | 850  | 796  | 1971 | 1496 | 1019 | 967  | 849  | 951  |

| Год       | 1960 | 1970 | 1980 | 1990 | 2000 | 2009 | 2010 | 2011 | 2012 | 2013 | 2014 | 2015 |
| --------- | ---- | ---- | ---- | ---- | ---- | ---- | ---- | ---- | ---- | ---- | ---- | ---- |
| Население | 1010 | 947  | 881  | 838  | 875  | 889  | 888  | 954  | 929  | 928  | 942  | 876  |